# أسا بيكمان
أسا بيكمان (بالسويدية: Åsa Beckman)‏ هي ناقدة أدبية سويدية، ولدت في 1961.